# Shoshana
Shoshana è un film del 2023 diretto da Michael Winterbottom.

## Trama
Tel Aviv, 1938. Mentre gli inglesi cercano di mantenere l'ordine tra la popolazione ebraica e quella araba, seguendo il mandato della Società delle Nazioni, il vice-sovrintendente della polizia palestinese Thomas Wilkin si innamora di Shoshana, la figlia del cofondatore del movimento operaio sionista Ber Borochov.

## Produzione
Originariamente previsto per il 2010 con Jim Sturgess, Colin Firth e Matthew Macfadyen nei ruoli dei protagonisti, il film è entrato in produzione solamente nel 2021.

## Distribuzione
La prima mondiale del film ha avuto luogo l'8 settembre 2023 al Toronto International Film Festival. Il mese seguente, Shoshana è stato proiettato al London Film Festival, mentre l'11 novembre dello stesso anno il film ha aperto il Festival del Cinema Europeo a Lecce.
In Italia il film è stato distribuito nelle sale cinematografiche a partire dal 27 giugno 2024.

## Accoglienza
L'aggregatore di recensioni Rotten Tomatoes riporta l'83% di recensioni positive, con un punteggio medio di 6,3 su 10 basato sul parere di 12 critici.

## Riconoscimenti
- 2023 – Festival del Cinema Europeo[6]
  - Candidatura all’Ulivo d’Oro – Premio Cristina Soldano
- 2024 – Palm Springs International Film Festival[7]
  - Candidatura al MOZAIK Bridging the Borders Award